# Poecilimon sureyanus
Poecilimon sureyanus är en insektsart som beskrevs av Boris Petrovich Uvarov 1930. Poecilimon sureyanus ingår i släktet Poecilimon och familjen vårtbitare. Inga underarter finns listade i Catalogue of Life.